# Аль-Ансар (футбольный клуб, Бейрут)
Спортивный клуб Аль-Ансар (араб. نادي الأنصار الرياضي‎) — ливанский футбольный клуб, базирующийся в Бейруте. Клуб основан в 1951 году, но до 1988 года не выигрывал чемпионат Ливана по футболу. Клуб является рекордсменом по выигранным чемпионатам Ливана по футболу. Клуб поддерживают многие религиозные общины, но самая большая поддержка приходит со стороны суннитов.

## Достижения
Чемпион Ливана по футболу: 13
- 1988, 1990, 1991, 1992, 1993, 1994, 1995, 1996, 1997, 1998, 1999, 2006, 2007 (рекорд)

Обладатель Кубка Ливана по футболу: 13
- 1988, 1990, 1991, 1992, 1994, 1995, 1996, 1999, 2002, 2006, 2007, 2010, 2012 (рекорд)

Обладатель Суперкубка Ливана по футболу: 5
- 1996, 1997, 1998, 1999, 2012 (рекорд)

Обладатель Ливанского элитного кубка: 2
- 1997, 2000

## Президенты
- Мустафа Эль-Шами (1948-50)
- Амин Итани (1950-54)
- Фуад Рустом (1954-56)
- Абдул Жалил Аль-Сабра (1956-63)
- Жемиль Хаспный (1963-65)
- Абид Эль-Жамиль Рамадах (1965-67)
- Халид Каббани (1967-75)
- Саид Вахид (1975-77)
- Салим Диаб (1977-08)
- Карим Диаб (2008-12)
- Набиль Бадр (2012-)